# ذفرة شعرية
ذفرة شعرية (الاسم العلمي:Cleome pilosa) هي نوع من النباتات تتبع جنس الذفرة من الفصيلة الذفرية.